# 4 Hours of Spa-Francorchamps 2024

Tor Circuit de Spa-Francorchamps

4 Hours of Spa-Francorchamps 2024 – długodystansowy wyścig samochodowy, który odbył się 25 sierpnia 2024 roku jako czwarta runda sezonu 2024 serii European Le Mans Series.

## Uczestnicy
Lista startowa została opublikowana 14 sierpnia i zawierała 43 zgłoszenia w 4 kategoriach – 14 w LMP2, 8 LMP2 Pro/Am, 10 w LMP3 oraz 11 w LMGT3.
Ritomo Miyata powrócił do obsady auta #37 COOL Racing po opuszczeniu poprzedniej rundy. Filipe Albuquerque zastąpił Olivera Jarvisa w załodze #21 United Autosports. Jarvis opuścił ten wyścig z powodu konfliktu terminarzy z IMSA SportsCar Championship. Nick Yelloly zadebiutował w klasie LMP2 jako kierowca załogi #24 Nielsen Racing. Wayne Boyd i Tristan Vautier dołączyli do Anthony`ego Wellsa w #19 Team Virage. Louis Rossi dołączył do braci Lahaye w #35 Ultimate. Benjamin Pedersen zastąpił Nico Pino w załodze #27 Nielsen Racing. Niels Koolen nie weźmie udziału w tej rundzie, a jego zastępcą w składzie #30 Duqueine Team będzie Rasmus Lindh. Przed wyścigiem Belén García zdecydowała się odejść z zespołu DKR Engineering. Powodem tej decyzji był nierozwiązany problem z pozycją siedzenia w aucie zespołu, Duqueine M30 - D08. Rezygnacja Garcíi spowodowała, że Wyatt Brichacek i Alexander Mattschull pojechali jako duet w obsadzie auta #4.

## Harmonogram
| Dzień                  | Godzina | Sesja                                   | Długość   |
| ---------------------- | ------- | --------------------------------------- | --------- |
| Piątek, 23 sierpnia    | 11:00   | Pierwsza sesja treningowa               | 90 minut  |
| Piątek, 23 sierpnia    | 14:55   | Sesja dla kierowców z brązową kategorią | 30 minut  |
| Sobota, 24 sierpnia    | 10:15   | Druga sesja treningowa                  | 90 minut  |
| Sobota, 24 sierpnia    | 14:00   | Sesja kwalifikacyjna – LMGT3            | 15 minut  |
| Sobota, 24 sierpnia    | 14:25   | Sesja kwalifikacyjna – LMP3             | 15 minut  |
| Sobota, 24 sierpnia    | 14:50   | Sesja kwalifikacyjna – LMP2 Pro/Am      | 15 minut  |
| Sobota, 24 sierpnia    | 15:15   | Sesja kwalifikacyjna – LMP2             | 15 minut  |
| Niedziela, 25 sierpnia | 11:30   | Wyścig                                  | 4 godziny |
| Źródło                 |         |                                         |           |

## Sesje treningowe
| Klasa                                   | Zespół                        | Samochód          | Czas           | Okr.           |
| Sesja pierwsza                          | Sesja pierwsza                | Sesja pierwsza    | Sesja pierwsza | Sesja pierwsza |
| --------------------------------------- | ----------------------------- | ----------------- | -------------- | -------------- |
| LMP2                                    | #65 Panis Racing              | Oreca 07          | 2:01,385       | 34             |
| LMP2 Pro/Am                             | #21 United Autosports         | Oreca 07          | 2:02,294       | 35             |
| LMP3                                    | #17 COOL Racing               | Ligier JS P320    | 2:11,211       | 18             |
| LMGT3                                   | #57 Kessel Racing             | Ferrari 296 LMGT3 | 2:15,876       | 33             |
| Sesja dla kierowców z brązową kategorią |                               |                   |                |                |
| LMP2 Pro/Am                             | #83 AF Corse                  | Oreca 07          | 2:03,962       | 13             |
| LMP3                                    | #11 Eurointernational         | Ligier JS P320    | 2:12,985       | 12             |
| LMGT3                                   | #50 Formula Racing            | Ferrari 296 LMGT3 | 2:17,401       | 12             |
| Sesja druga                             |                               |                   |                |                |
| LMP2                                    | #43 Inter Europol Competition | Oreca 07          | 2:01,435       | 31             |
| LMP2 Pro/Am                             | #83 AF Corse                  | Oreca 07          | 2:03,808       | 33             |
| LMP3                                    | #8 Team Virage                | Ligier JS P320    | 2:12,674       | 30             |
| LMGT3                                   | #57 Kessel Racing             | Ferrari 296 LMGT3 | 2:16,355       | 27             |

## Kwalifikacje
Pole position w każdej kategorii oznaczone jest pogrubieniem.
| Poz.    | Klasa       | Zespół                        | Kierowca              | Czas     | Strata  | Poz. s. |
| ------- | ----------- | ----------------------------- | --------------------- | -------- | ------- | ------- |
| 1       | LMP2        | #14 AO by TF                  | Louis Delétraz        | 2:01,253 | —       | 1       |
| 2       | LMP2        | #65 Panis Racing              | Charles Milesi        | 2:01,660 | +0,407  | 2       |
| 3       | LMP2        | #43 Inter Europol Competition | Tom Dillmann          | 2:01,665 | +0,412  | 3       |
| 4       | LMP2        | #37 COOL Racing               | Ritomo Miyata         | 2:02,064 | +0,811  | 4       |
| 5       | LMP2        | #25 Algarve Pro Racing        | Alexander Lynn        | 2:02,071 | +0,818  | 5       |
| 6       | LMP2        | #23 United Autosports         | Paul di Resta         | 2:02,114 | +0,861  | 6       |
| 7       | LMP2        | #10 Vector Sport              | Felipe Drugovich      | 2:02,184 | +0,931  | 7       |
| 8       | LMP2        | #9 Iron Lynx – Proton         | Matteo Cairoli        | 2:02,216 | +0,963  | 8       |
| 9       | LMP2        | #34 Inter Europol Competition | Luca Ghiotto          | 2:02,237 | +0,984  | 9       |
| 10      | LMP2        | #28 IDEC Sport                | Job van Uitert        | 2:02,479 | +1,226  | 10      |
| 11      | LMP2        | #27 Nielsen Racing            | William Stevens       | 2:02,630 | +1,377  | 11      |
| 12      | LMP2        | #30 Duqueine Team             | James Allen           | 2:02,879 | +1,626  | 12      |
| 13      | LMP2 Pro/Am | #29 Richard Mille by TDS      | Rodrigo Sales         | 2:04,537 | +3,284  | 15      |
| 14      | LMP2 Pro/Am | #77 Proton Competition        | Giorgio Roda          | 2:04,570 | +3,317  | 16      |
| 15      | LMP2 Pro/Am | #24 Nielsen Racing            | John Falb             | 2:04,670 | +3,417  | 17      |
| 16      | LMP2 Pro/Am | #83 AF Corse                  | François Perrodo      | 2:05,036 | +3,783  | 18      |
| 17      | LMP2 Pro/Am | #21 United Autosports         | Daniel Schneider      | 2:05,720 | +4,467  | 19      |
| 18      | LMP2 Pro/Am | #19 Team Virage               | Anthony Wells         | 2:05,911 | +4,658  | 20      |
| 19      | LMP2 Pro/Am | #20 Algarve Pro Racing        | Kriton Lendoudis      | 2:09,127 | +7,874  | 21      |
| 20      | LMP2 Pro/Am | #3 DKR Engineering            | Andres Latorre Canon  | 2:10,193 | +8,940  | 22      |
| 21      | LMP3        | #15 RLR MSport                | Gaël Julien           | 2:11,847 | +10,594 | 23      |
| 22      | LMP3        | #17 COOL Racing               | Manuel Espirito Santo | 2:11,887 | +10,634 | 24      |
| 23      | LMP3        | #88 Inter Europol Competition | Pedro Perino          | 2:12,061 | +10,808 | 25      |
| 24      | LMP3        | #8 Team Virage                | Gillian Henrion       | 2:12,080 | +10,827 | 26      |
| 25      | LMP3        | #12 WTM by Rinaldi Racing     | Oscar Tunjo           | 2:12,259 | +11,006 | 27      |
| 26      | LMP3        | #35 Ultimate                  | Jean-Baptiste Lahaye  | 2:12,605 | +11,352 | 28      |
| 27      | LMP3        | #11 Eurointernational         | Adam Ali              | 2:12,858 | +11,605 | 29      |
| 28      | LMP3        | #5 RLR MSport                 | Bailey Voisin         | 2:13,313 | +12,060 | 30      |
| 29      | LMP3        | #31 Racing Spirit of Léman    | Antoine Doquin        | 2:13,369 | +12,116 | 31      |
| 30      | LMP2        | #47 COOL Racing               | Frederik Vesti        | 2:14,923 | +13,670 | 13      |
| 31      | LMGT3       | #63 Iron Lynx                 | Hiroshi Hamaguchi     | 2:17,873 | +16,620 | 32      |
| 32      | LMGT3       | #50 Formula Racing            | Johnny Laursen        | 2:18,916 | +17,663 | 33      |
| 33      | LMGT3       | #97 Grid Motorsport by TF     | Martin Berry          | 2:19,096 | +17,843 | 34      |
| 34      | LMGT3       | #55 Spirit of Race            | Duncan Cameron        | 2:19,246 | +17,993 | 42      |
| 35      | LMGT3       | #85 Iron Dames                | Sarah Bovy            | 2:19,508 | +18,255 | 38      |
| 36      | LMGT3       | #57 Kessel Racing             | Takeshi Kimura        | 2:19,680 | +18,427 | 35      |
| 37      | LMGT3       | #59 Racing Spirit of Léman    | Derek DeBoer          | 2:19,729 | +18,476 | 36      |
| 38      | LMGT3       | #51 AF Corse                  | Charles-Henri Samani  | 2:20,247 | +18,994 | 37      |
| 39      | LMGT3       | #86 GR Racing                 | Michael Wainwright    | 2:20,480 | +19,227 | 39      |
| 40      | LMGT3       | #60 Proton Competition        | Claudio Schiavoni     | 2:22,157 | +20,904 | 40      |
| 41      | LMGT3       | #66 JMW Motorsport            | John Hartshorne       | 2:25,878 | +24,625 | 41      |
| 42      | LMP2        | #22 United Autosports         | Benjamin Hanley       | —        | —       | 14      |
| 43      | LMP3        | #4 DKR Engineering            | —                     | —        | —       | 43      |
| Źródła: |             |                               |                       |          |         |         |

1. ↑  David Perel, kierowca załogi #55 Spirit of Race, otrzymał zgodę od sędziów na start w wyścigu pomimo niespełnienia zasady 110%. Sędziowie zobligowali też Matthew Griffina, najszybszego kierowcę tej załogi, do wystartowania z końca stawki klasy LMGT3[20].
2. ↑  Załoga #85 Iron Dames została ukarana za spowodowanie wypadku z autem #23 United Autosports podczas pierwszej sesji treningowej. Sędziowie przesunęli tę załogę o 3 miejsca na starcie do wyścigu[19].
3. ↑  Załoga #22 United Autosports została ukarana odebraniem wszystkich czasów za wywołanie czerwonej flagi przez Benjamina Hanley`a w sesji kwalifikacyjnej. Auto nie mogło dołączyć do wznowionej sesji kwalifikacyjnej, a sędziowie zobligowali najszybszego kierowcę tej załogi do wystartowania z końca stawki klasy LMP2[22].
4. ↑  Załoga #4 DKR Engineering została dopuszczona do startu w wyścigu pomimo niespełnienia zasady 110% w kwalifikacjach. Najszybszy kierowca załogi, Wyatt Brichacek, został zobowiązany do wystartowania z końca całej stawki[21].

## Wyścig

### Wyniki
Minimum do bycia sklasyfikowanym (70 procent dystansu pokonanego przez zwycięzców wyścigu) wyniosło 66 okrążeń. Zwycięzcy klas są oznaczeni pogrubieniem.
| Poz.              | Klasa              | Zespół                                              | Kierowcy                                                   | Samochód                       | Opony | Okr. | Czas/Strata  |
| ----------------- | ------------------ | --------------------------------------------------- | ---------------------------------------------------------- | ------------------------------ | ----- | ---- | ------------ |
| 1                 | LMP2               | #14 AO by TF                                        | Jonny Edgar Louis Delétraz Robert Kubica                   | Oreca 07                       | G     | 95   | 4:01:28,729  |
| 2                 | LMP2               | #43 Inter Europol Competition                       | Sebastián Álvarez Władisław Łomko Tom Dillmann             | Oreca 07                       | G     | 95   | +1,100       |
| 3                 | LMP2               | #28 IDEC Sport                                      | Marcos Siebert Reshad de Gerus Job van Uitert              | Oreca 07                       | G     | 95   | +32,436      |
| 4                 | LMP2               | #34 Inter Europol Competition                       | Oliver Gray Clément Novalak Luca Ghiotto                   | Oreca 07                       | G     | 95   | +33,731      |
| 5                 | LMP2               | #37 COOL Racing                                     | Lorenzo Fluxá Malthe Jakobsen Ritomo Miyata                | Oreca 07                       | G     | 95   | +45,658      |
| 6                 | LMP2               | #65 Panis Racing                                    | Manuel Maldonado Charles Milesi Arthur Leclerc             | Oreca 07                       | G     | 95   | +47,273      |
| 7                 | LMP2               | #9 Iron Lynx – Proton                               | Jonas Ried Macéo Capietto Matteo Cairoli                   | Oreca 07                       | G     | 95   | +57,022      |
| 8                 | LMP2 Pro/Am        | #83 AF Corse                                        | François Perrodo Matthieu Vaxivière Alessio Rovera         | Oreca 07                       | G     | 95   | +1:01,303    |
| 9                 | LMP2 Pro/Am        | #77 Proton Competition                              | Giorgio Roda René Binder Bent Viscaal                      | Oreca 07                       | G     | 95   | +1:18,608    |
| 10                | LMP2               | #10 Vector Sport                                    | Ryan Cullen Stéphane Richelmi Felipe Drugovich             | Oreca 07                       | G     | 95   | +1:25,528    |
| 11                | LMP2 Pro/Am        | #20 Algarve Pro Racing                              | Kriton Lendoudis Richard Bradley Alex Quinn                | Oreca 07                       | G     | 95   | +1:26,750    |
| 12                | LMP2               | #22 United Autosports                               | Filip Ugran Marino Satō Benjamin Hanley                    | Oreca 07                       | G     | 95   | +1:29,917    |
| 13                | LMP2 Pro/Am        | #24 Nielsen Racing                                  | John Falb Colin Noble Nicholas Yelloly                     | Oreca 07                       | G     | 95   | +1:30,457    |
| 14                | LMP2               | #23 United Autosports                               | Bijoy Garg Fabio Scherer Paul di Resta                     | Oreca 07                       | G     | 95   | +1:32,574    |
| 15                | LMP2 Pro/Am        | #3 DKR Engineering                                  | Andres Latorre Canon Cem Bölükbaşı Laurents Hörr           | Oreca 07                       | G     | 95   | +1:43,810    |
| 16                | LMP2 Pro/Am        | #21 United Autosports                               | Daniel Schneider Andrew Meyrick Filipe Albuquerque         | Oreca 07                       | G     | 95   | +1:52,067    |
| 17                | LMP2 Pro/Am        | #19 Team Virage                                     | Anthony Wells Wayne Boyd Tristan Vautier                   | Oreca 07                       | G     | 95   | +1:59,492    |
| 18                | LMP2               | #47 COOL Racing                                     | Carl Bennett Ferdinand Habsburg Frederik Vesti             | Oreca 07                       | G     | 95   | +2:07,150    |
| 19                | LMP2               | #30 Duqueine Team                                   | Rasmus Lindh Jean-Baptiste Simmenauer James Allen          | Oreca 07                       | G     | 94   | +1 okrążenia |
| 20                | LMP2               | #27 Nielsen Racing                                  | David Heinemeier Hansson Benjamin Pedersen William Stevens | Oreca 07                       | G     | 94   | +1 okrążenia |
| 21                | LMP2               | #25 Algarve Pro Racing                              | Matthias Kaiser Olli Caldwell Alexander Lynn               | Oreca 07                       | G     | 92   | +3 okrążenia |
| 22                | LMP3               | #11 Eurointernational                               | Matthew Richard Bell Adam Ali                              | Ligier JS P320                 | M     | 91   | +4 okrążenia |
| 23                | LMP3               | #31 Racing Spirit of Léman                          | Jacques Wolff Jean-Ludovic Foubert Antoine Doquin          | Ligier JS P320                 | M     | 91   | +4 okrążenia |
| 24                | LMP3               | #17 COOL Racing                                     | Miguel Cristóvão Cédric Oltramare Manuel Espirito Santo    | Ligier JS P320                 | M     | 91   | +4 okrążenia |
| 25                | LMP3               | #15 RLR MSport                                      | Michael Jensen Nick Adcock Gaël Julien                     | Ligier JS P320                 | M     | 91   | +4 okrążenia |
| 26                | LMP3               | #35 Ultimate                                        | Louis Rossi Jean-Baptiste Lahaye Matthieu Lahaye           | Ligier JS P320                 | M     | 91   | +4 okrążenia |
| 27                | LMP3               | #8 Team Virage                                      | Julien Gerbi Bernardo Pinheiro Gillian Henrion             | Ligier JS P320                 | M     | 91   | +4 okrążenia |
| 28                | LMP3               | #4 DKR Engineering                                  | Alexander Mattschull Wyatt Brichacek                       | Duqueine M30 – D08             | M     | 91   | +4 okrążenia |
| 29                | LMP3               | #12 WTM by Rinaldi Racing                           | Torsten Kratz Leonard Weiss Oscar Tunjo                    | Duqueine M30 – D08             | M     | 91   | +4 okrążenia |
| 30                | LMP3               | #88 Inter Europol Competition                       | Aleksander Buchańcow Kai Askey Pedro Perino                | Ligier JS P320                 | M     | 91   | +4 okrążenia |
| 31                | LMP3               | #5 RLR MSport                                       | James Dayson Daniel Ali Bailey Voisin                      | Ligier JS P320                 | M     | 90   | +5 okrążeń   |
| 32                | LMGT3              | #57 Kessel Racing                                   | Takeshi Kimura Esteban Masson Daniel Serra                 | Ferrari 296 LMGT3              | G     | 89   | +6 okrążeń   |
| 33                | LMGT3              | #86 GR Racing                                       | Michael Wainwright Riccardo Pera Davide Rigon              | Ferrari 296 LMGT3              | G     | 88   | +7 okrążeń   |
| 34                | LMGT3              | #51 AF Corse                                        | Charles-Henri Samani Emmanuel Collard Nicolás Varrone      | Ferrari 296 LMGT3              | G     | 88   | +7 okrążeń   |
| 35                | LMGT3              | #59 Racing Spirit of Léman                          | Derek DeBoer Casper Stevenson Valentin Hasse-Clot          | Aston Martin Vantage AMR LMGT3 | G     | 88   | +7 okrążeń   |
| 36                | LMGT3              | #97 Grid Motorsport by TF                           | Martin Berry Lorcan Hanafin Jonathan Adam                  | Aston Martin Vantage AMR LMGT3 | G     | 88   | +7 okrążeń   |
| 37                | LMGT3              | #60 Proton Competition                              | Claudio Schiavoni Matteo Cressoni Julien Andlauer          | Porsche 911 GT3 R LMGT3 (992)  | G     | 87   | +8 okrążeń   |
| Niesklasyfikowani |                    |                                                     |                                                            |                                |       |      |              |
|                   | LMP2 Pro/Am        | #29 Richard Mille by TDS                            | Rodrigo Sales Mathias Beche Grégoire Saucy                 | Oreca 07                       | G     | 31   |              |
| LMGT3             | #50 Formula Racing | Johnny Laursen Conrad Laursen Nicklas Nielsen       | Ferrari 296 LMGT3                                          | G                              | 30    |      |              |
| LMGT3             | #63 Iron Lynx      | Hiroshi Hamaguchi Axcil Jefferies Andrea Caldarelli | Lamborghini Huracán LMGT3 Evo2                             | G                              | 25    |      |              |
| LMGT3             | #85 Iron Dames     | Sarah Bovy Rahel Frey Michelle Gatting              | Porsche 911 GT3 R LMGT3 (992)                              | G                              | 25    |      |              |
| LMGT3             | #55 Spirit of Race | Duncan Cameron David Perel Matthew Griffin          | Ferrari 296 LMGT3                                          | G                              | 19    |      |              |
| LMGT3             | #66 JMW Motorsport | John Hartshorne Ben Tuck Phil Keen                  | Ferrari 296 LMGT3                                          | G                              | 5     |      |              |

1. ↑  Matthieu Lahaye nie wypełnił minimalnego czasu jazdy do zdobycia punktów[24].

### Statystyki

#### Najszybsze okrążenie
| Klasa       | Kierowca       | Zespół            | Czas     | Okr. |
| ----------- | -------------- | ----------------- | -------- | ---- |
| LMP2        | Charles Milesi | #65 Panis Racing  | 2:01,257 | 78   |
| LMP2 Pro/Am | Alessio Rovera | #83 AF Corse      | 2:02,466 | 51   |
| LMP3        | Gaël Julien    | #15 RLR M Sport   | 2:11,843 | 42   |
| LMGTE       | Esteban Masson | #57 Kessel Racing | 2:16,623 | 59   |
| Źródło      |                |                   |          |      |